# Management cockpit
Le management cockpit est un outil de gestion d'entreprise qui fait partie de la famille des tableaux de bord de gestion.

## Histoire
Le management cockpit représente la quatrième génération de rapports (après les rapports financiers, les scorecards, et les tableaux de bord prospectifs). Ce concept a été développé en 1989 par Patrick Georges, professeur de management à la Solvay Business School, et neurochirurgien spécialisé dans l’intelligence humaine.

## Principes
Le concept repose sur quatre principes, par lesquels il se distingue de ses prédécesseurs :
1. Présentation ergonomique : En se basant sur les sciences de l’intelligence humaine, les informations sont représentées sous forme visuelles, de manière à s’adapter à la logique humaine et faire passer l’information le plus simplement et sans biais de perception.
2. KPI (Key Performance Indicator) opérationnels : Le management cockpit prend en compte des indicateurs opérationnels aussi bien que stratégiques. Cela permet de responsabiliser les personnes à différents niveaux de l’organisation.
3. Approche structurante : Le management cockpit propose une méthode de management, par l’intermédiaire entre autres de « cockpit briefing ».
4. Automatisation : Les données utilisées sont récoltées automatiquement par un logiciel qui se connecte aux différentes sources d’informations de l’organisation.

D'après le concept, l'information est structurée en quatre murs, six vues logiques par mur, et six indicateurs par vue logique.
Les 4 murs suivent le raisonnement du cerveau humain :
1. Quels sont nos objectifs ?
2. Quels sont les obstacles ?
3. Quelles sont nos ressources ?
4. Quels sont nos projets ?

Les vues logiques permettent de répondre précisément à une question, à l'aide de six indicateurs (ou KPI). Par exemple "Améliorons nous notre productivité ?"

## Les outils
Différents outils peuvent venir soutenir la démarche de mise en œuvre d'un "management cockpit"[évasif]. Ils apportent toute la communication et la collaboration nécessaire à ce type de projet.